# Amylora
Amylora är ett släkte av lavar. Amylora ingår i familjen Trapeliaceae, ordningen Baeomycetales, klassen Lecanoromycetes, divisionen sporsäcksvampar och riket svampar.
|         | Lithographa                             |
|         |                                         |
|         | Rimularia                               |
|         |                                         |
|         | Placopsis                               |
|         |                                         |
|         | Xylographa                              |
|         |                                         |
|         | Trapeliopsis                            |
|         |                                         |
|         | Placynthiella                           |
|         |                                         |
|         | Trapelia                                |
|         |                                         |
|         | Sarea                                   |
|         |                                         |
|         | Ptychographa                            |
|         |                                         |
| Amylora | \| \| Amylora cervinocuprea \| \| \| \| |
|         | \| \| Amylora cervinocuprea \| \| \| \| |
|         | Amylora cervinocuprea                   |
|         |                                         |

|  | Amylora cervinocuprea |
|  |                       |